# Nikola Gruevski
Nikola Gruevski, makedonski politik, * 31. avgust 1970, Skopje.
Med letoma 2003 in 2017 je bil predsednik desničarske stranke VMRO-DPMNE in od avgusta 2006 do januarja 2016 predsednik vlade Makedonije. Leta 2018 je bil zaradi korupcije obsojen na dveletno zaporno kazen, pred katero je pobegnil na Madžarsko.

## Zgodnje življenje
Gruevski je dokončal osnovno in srednjo šolo v Skopju in leta 1994 diplomiral na prilepski ekonomski fakulteti Univerze sv. Klimenta Ohridskega v Bitoli. V letih 1994–1998 je bil zaposlen v Balkanski banki Skopje in bil je prva oseba, ki je trgovala na makedonski borzi. Leta 2006 je magistriral na ekonomski fakulteti Univerze sv. Cirila in Metoda v Skopju.

## Politična kariera
Leta 1998 je Gruevski v vladi Ljubča Georgievskega postal minister za trgovino. Konec leta 1999 je nasledil Borisa Stojmenova na položaju ministra za finance. Vlada Georgievskega je vpeljala finančne reforme, kot so uvedba davka na dodano vrednost in fiskalnega računa. V času te vlade se je pospešila denacionalizacija, država je prodala Makedonski Telekom madžarskemu Matáv-u in rafinerijo OKTA grškemu Hellenic Petroleum.
Na parlamentarnih volitvah 2002 je stranka VMRO-DPNME izgubila in prešla v opozicijo. Maja 2003 je po znotrajstrankarskem boju Gruevski postal predsednik VMRO-DPMNE.
Na parlamentarnih volitvah 2006 je VMRO-DPMNE osvojila večino in Gruevski je sestavil vlado. Koalicija pod vodstvom VMRO-DPMNE je nadalje zmagala na predčasnih volitvah leta 2008, ki jih je zaznamovalo več izbruhov nasilja in so jih v nekaterih okrajih morali ponoviti, na predčasnih volitvah 2011 in 2014.
Vlada Gruevskega je sprva bila usmerjena k približevanju Zahodu in Evropski uniji, s čimer si je pridobila naklonjenost številnih zahodnih politikov. Po izbruhu finančne krize leta 2008 in potem ko je Grčija zaradi spora o imenu Makedonije blokirala sprejem države v NATO, pa je njegova politika postala protievropska, proruska in prosrbska. Vodil je kontroverzno politiko »antikvizacije«, ki je Makedonce predstavljala kot naslednike antičnih Makedoncev. Leta 2006 je vlada preimenovala mednarodno letališče Skopje v »Letališče Aleksandra Velikega« (ime je bilo opuščeno leta 2018), tri leta pozneje pa skopski stadion Mestni park v »Nacionalno areno Filipa II. Makedonskega« (danes Nacionalna arena Tošeta Proeskega). Leta 2010 je vlada predstavila projekt »Skopje 2014«, ki je bil zamisel Gruevskega in v okviru katerega so v središču prestolnice zgradili vrsto neoklasicističnih in baročnih stavb ter spomenikov z zgodovinskimi motivi makedonske regije.
Leta 2015 je opozicija obtožila vlado Gruevskega, da je več let nezakonito prisluškovala telefonom več kot 20 000 ljudi, in objavila domnevne prepise prisluhov, iz katerih je bilo razvidno tudi prirejanje volitev. Razkritje je sprožilo množične proteste, ki so dobili vzdevek »pisana revolucija« in privedli do odstopov notranje ministrice Gordane Jankuloske, prometnega ministra Mileta Janakieskega ter direktorja obveščevalne službe in bratranca Gruevskega Saše Mijalkova. Gruevski je odstop sprva zavračal, po posredovanju mednarodne skupnosti pa sta makedonska koalicija in opozicija sklenili »Pržinski dogovor«, po katerem je Gruevski odstopil kot predsednik vlade 100 dni pred novimi volitvami.
Decembra 2017 je Gruevski odstopil z mesta predsednika stranke VMRO-DPMNE po njenem močnem porazu na lokalnih volitvah, imenovali pa so ga za častnega predsednika.

## Sojenje in azil
Januarja 2017 je makedonsko tožilstvo obtožilo dve osebi, da sta leta 2012 po naročilu Gruevskega zlorabili položaj za nakup luksuznega blindiranega vozila Mercedes-Benz, vrednega okoli 600 000 €, prek javnega razpisa. 23. maja 2018 je bil Gruevski spoznan za krivega zlorabe položaja in nezakonitega vplivanja ter obsojen na dve leti zapora.
Po zavrnjeni pritožbi je 9. novembra sodba postala pravnomočna, namesto da bi se zglasil na prestajanju kazni, pa je Gruevski skozi Albanijo, Črno goro in Srbijo pobegnil na Madžarsko; pri begu je uporabljal potni list, izdan na madžarskem veleposlaništvu v Tirani, in vozilo istega predstavništva. 13. novembra je Interpol izdal mednarodni nalog za njegovo prijetje, 20. novembra pa so mu na Madžarskem odobrili politični azil. Izjavil je, da je njegov pregon politično motiviran, v zaporu v Makedoniji pa da bi mu grozila smrtna nevarnost.
Julija 2020 je stranka VMRO-DPMNE Gruevskemu odvzela naziv častnega predsednika. Oktobra 2020 je postal prvi osumljenec v novi preiskavi pranja denarja.